# Bella Heathcote
Isabella Heathcote (Melbourne, 27 de maio de 1987) é uma atriz australiana, mais conhecida por interpretar Amanda Fowler na série de televisão Neighbours.

## Biografia e carreira
Nasceu em Melbourne, Austrália e seu pai é advogado.
Ela começou sua carreira em 2008. Em 2010, Bella fez o filme de David Chase, Not Fade Away. Em fevereiro de 2011, Tim Burton escolheu Bella para interpretar Victoria Winters e Josette du Pres, em sua adaptação do filme Sombras da Noite, feito em 2012. Bella fez testes para o filme Carrie a estranha, adaptação de 2013, porém o papel de Carrie acabou ficando com a americana Chloë Grace Moretz. Bella foi a protagonista do clipe Shot At The Night da banda The Killers, lançado em Setembro de 2013.

## Filmografia
| Ano  | Título                                 | Papel                                         | Notas                             |
| ---- | -------------------------------------- | --------------------------------------------- | --------------------------------- |
| 2008 | Acolytes                               | Petra                                         |                                   |
| 2010 | Glenn Owen Dodds                       | Julie                                         | Curta-metragem                    |
| 2010 | Beneath Hill 60                        | Marjorie Waddell                              | Creditada como Isabella Heathcote |
| 2011 | In Time                                | Michele Weis                                  |                                   |
| 2012 | Dark Shadows                           | Maggie Evans/Victoria Winters/Josette du Pres |                                   |
| 2012 | Not Fade Away                          | Grace Dietz                                   |                                   |
| 2014 | The Rewrite                            | Karen                                         |                                   |
| 2015 | The Curse of Downers Grove             | Chrissie Swanson                              |                                   |
| 2016 | Pride and Prejudice and Zombies        | Jane Bennett                                  |                                   |
| 2016 | The Neon Demon                         | Gigi                                          |                                   |
| 2017 | Fifty Shades Darker                    | Leila Williams                                |                                   |
| 2017 | Professor Marston and the Wonder Women | Olive Byrne                                   |                                   |
| 2020 | Relic                                  | Sam                                           |                                   |

| Ano       | Título                     | Papel         | Notas                        |
| --------- | -------------------------- | ------------- | ---------------------------- |
| 2009      | Neighbours                 | Amanda Fowler | Papel recorrente 8 episódios |
| 2016–2018 | The Man in the High Castle | Nicole Dörmer | Elenco Regular 18 episódios  |
| 2018–2019 | Strange Angel              | Susan Parsons | Elenco Regular; 17 episódios |
| 2022      | Pieces of Her              | Andy Oliver   | Papel principal              |